# Spreewerder
Spreewerder ist ein bewohnter Gemeindeteil im Ortsteil Spreeau der Gemeinde Grünheide (Mark) im Landkreis Oder-Spree in Brandenburg.

## Geografische Lage
Der Gemeindeteil liegt rund 1,5 km nordöstlich von Spreeau und im Süden der Gemeinde Grünheide (Mark). Nördlich liegt der Wohnplatz Störitz am Störitzsee, nordöstlich befindet sich der Gemeindeteil Neu Mönchwinkel. Die Spree fließt von Nordosten kommend in südwestlicher Richtung südlich des Gemeindeteils vorbei und bildet gleichzeitig auch die Grenze zur benachbarten Gemeinde Spreenhagen. Dort liegt südöstlich der Spreenhagener Gemeindeteil Kirchhofen sowie südlich dessen Wohnplatz Röthen. Südwestlich befindet sich mit Storkowfurt ein weiterer Gemeindeteil von Grünheide (Mark). Der nördliche Teil ist überwiegend bewaldet und liegt auf einer Höhe von rund 38 m ü. NHN Metern. Das Gelände fällt nach Süden hin auf rund 35 m ü. NHN Meter ab und besteht im südlichen Bereich aus einer Offenfläche, die als Trebuser Durchstich bezeichnet wird. Dort befinden sich mehrere Meliorationsgräben, die in die Spree entwässern.

## Geschichte
Das Etablissement erschien erstmals als Birkenwerder im Jahr 1798 in den Akten und war zu dieser Zeit von einer Büdnerfamilie mit acht Personen bewohnt, die eine Feuerstelle (=Haushalt) betrieb. Bis 1801 war ein zweiter Büdner hinzugekommen; es lebten nach wie vor acht Personen im Dorf. Beide Familien mussten Erbzinsen an das Amt Rüdersdorf zahlen. Bis 1817 war die Anzahl der Bewohner im Erbzinsgut auf nur noch zwei Personen zurückgegangen und stieg auf neun Personen im Jahr 1840 an, die alle in einem Wohnhaus lebten. Im Jahr 1860 bestand das Gut aus einem Wohn- und einen Wirtschaftsgebäude mit sieben Personen (1857); im Jahr 1895 waren es elf Personen, ebenso im Jahr 1925. 
1927 wurde Birkenwerder in Spreewerder umbenannt. Der Name setzt sich aus dem Fluss Spree und der topografischen Bezeichnung Werder für eine Flussinsel ab.
1928 wurde Spreewerder mit der Gemeinde Mönchwinkel vereinigt. Dort war es 1932 ein Wohnplatz, 1950 von Spreeau und seit 1957 ein Ortsteil von Spreeau. In der Zeit der DDR existierte dort ein Wirtschaftshof mit Heizung für das Ferienhaus des MdI.